# Дьяченко, Владимир Николаевич
Владимир Николаевич Дьяче́нко (24 октября 1948, Благовещенск — 2 марта 2024) — российский государственный и политический деятель. Губернатор Амурской области с 3 декабря 1994 по 17 мая 1996 года. Член Совета Федерации с 23 января по 5 июня 1996 года. Руководитель Территориального Управления Федеральной службы государственной статистики РФ по Амурской области c 1997 по 2013 год.

## Биография
Родился 24 октября 1948 года в Благовещенске.
В 1970 году окончил Благовещенский педагогический институт по специальности «история». В 1973 году окончил аспирантуру в 1973 году, примерно в этот же период получил звание кандидата философских наук.
С 1973 по 1978 год занимал пост младшего научный сотрудник Института истории, филологии и философии СО АН СССР (Новосибирск). В 1978—1980 годах Дьячнко был старшим научным сотрудником Института экономических исследований Дальневосточного научного центра АН СССР (Благовещенск). С 1980 по 1993 год — старший научный сотрудник, учёный секретарь, заведующий социологической лабораторией, заведующий отделом региональной и социальной политики Амурского комплексного научно-исследовательского института ДНЦ АН СССР (РАН).
В советское время избирался секретарём Благовещенского горкома КПСС. В октябре 1993 года, после государственного переворота, был назначен заместителем главы Администрации Амурской области.
С 3 декабря 1994 по 17 мая 1996 года — глава областной администрации, освобождён от должности с формулировкой «за ненадлежащее исполнение обязанностей, нарушение законов РФ, нецелевое использование средств федерального бюджета, задержки выплаты зарплаты, а также за ухудшение социально-экономического положения». В рамках реформы Совета Федерации был его членом с 23 января по 5 июня 1996 года. С марта по июнь 1996 года — член Комитета СФ по вопросам социальной политики.
В 1997 году назначен руководителем Территориального Управления Федеральной службы государственной статистики РФ по Амурской области (Амурстат). Некоторое время был председателем Общества русско-китайской дружбы.
24 октября 2013 года подписан указ об его увольнении из Амурстата. После чего перешёл на работу в Амурского (Благовещенск) лабораторию экономики и социологии Институт экономических исследований дальневосточного отделения Российской Академии наук (сам институт находится в Хабаровске).
Автор более 100 научных работ, которые были опубликованы в России, Китае, Чехии, Польше, Англии.
Скончался 2 марта 2024 года на 76-м году жизни.

## Награды
Награждён медалью «Защитнику свободной России» (1993), медалью «За заслуги в проведении Всероссийской переписи населения» (2002), медалью «За заслуги в проведении Всероссийской сельскохозяйственной переписи 2006 года» (2006) и медалью «Совет Федерации. 15 лет» (2009)